# Phomopsis theae
Phomopsis theae är en svampart som beskrevs av Petch 1925. Phomopsis theae ingår i släktet Phomopsis och familjen Diaporthaceae.   Inga underarter finns listade i Catalogue of Life.